# Lublin (Wisconsin)
Lublin è un villaggio degli Stati Uniti d'America, situato in Wisconsin, nella contea di Taylor.